# Matija Gluščević
Matija Gluščević (in serbo Матија Глушчевић?; Kraljevo, 13 giugno 2004) è un calciatore serbo, attaccante del Radnički Kragujevac.

## Carriera

### Club
Gluščević è cresciuto nel settore giovanile della Stella Rossa. Nel 2020 ha debuttato nel calcio professionistico con la seconda squadra del club biancorosso, il Grafičar Belgrado, nell'incontro di Prva Liga Srbija pareggiato 0-0 contro il Kolubara.
Nel gennaio del 2022 è passato a titolo definitivo al Proleter Novi Sad ed il 12 marzo seguente ha esordito in Superliga contro il Radnik Surdulica. Al termine della stagione è passato al Novi Sad tornando in seconda divisione.
Il 2023 è stato acquistato dal Radnički Kragujevac e l'8 ottobre ha segnato il suo primo gol in carriera nel pareggio per 3-3 proprio contro la Stella Rossa.

### Nazionale
Ha giocato nelle nazionali giovanili serbe Under-15, Under-16, Under-17, Under-18, Under-19 ed Under-21.

## Statistiche

### Presenze e reti nei club
Statistiche aggiornate al 27 maggio 2024.
| Stagione        | Squadra             | Campionato      | Campionato | Campionato | Coppe nazionali | Coppe nazionali | Coppe nazionali | Coppe continentali | Coppe continentali | Coppe continentali | Altre coppe | Altre coppe | Altre coppe | Totale | Totale | Totale |
| Stagione        | Squadra             | Comp            | Pres       | Reti       | Comp            | Pres            | Reti            | Comp               | Pres               | Reti               | Comp        | Pres        | Reti        | Pres   | Reti   |        |
| --------------- | ------------------- | --------------- | ---------- | ---------- | --------------- | --------------- | --------------- | ------------------ | ------------------ | ------------------ | ----------- | ----------- | ----------- | ------ | ------ | ------ |
| 2020-2021       | Grafičar Belgrado   | 1L              | 4          | 0          | CS              | 1               | 0               |                    | -                  | -                  |             | -           | -           | 5      | 0      |        |
| gen.-giu. 2022  | Proleter Novi Sad   | SL              | 4          | 0          | CS              | 0               | 0               |                    | -                  | -                  |             | -           | -           | 4      | 0      |        |
| 2022-2023       | Novi Sad            | 1L              | 7          | 0          | CS              | 1               | 0               |                    | -                  | -                  |             | -           | -           | 8      | 0      |        |
| 2023-2024       | Radnički Kragujevac | SL              | 30         | 4          | CS              | 3               | 0               |                    | -                  | -                  |             | -           | -           | 33     | 4      |        |
| Totale carriera | Totale carriera     | Totale carriera | 45         | 4          |                 | 5               | 0               |                    | -                  | -                  |             | -           | -           | 50     | 4      |        |